# Anestesia

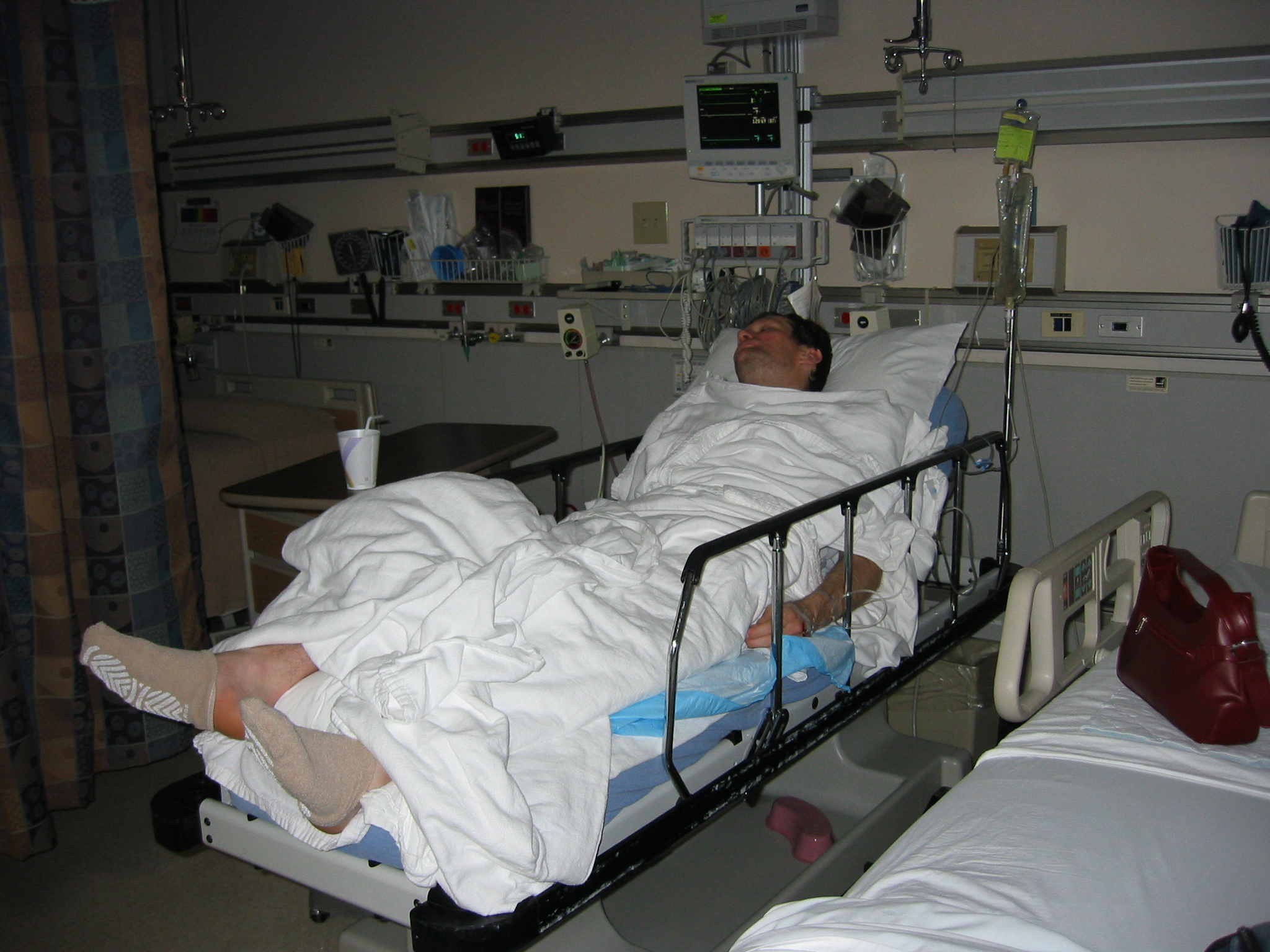
Paciente anestesiado en recuperación postoperatoria

La anestesia (del griego ἀναισθησία ‘insensibilidad’) es un acto médico controlado en el que se usan fármacos para bloquear la sensibilidad táctil y dolorosa de un paciente, sea en todo o parte de su cuerpo y sea con o sin compromiso de conciencia.
La anestesia general se caracteriza por brindar hipnosis, amnesia, analgesia, relajación muscular y abolición de reflejos.

## Historia

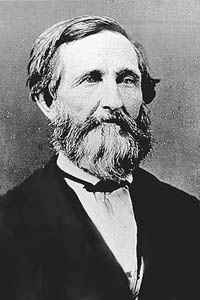
Crawford W. Long, pionero en el uso de la anestesia

En 1275, el médico mallorquín Ramon Llull obtuvo un líquido volátil e inflamable mientras experimentaba con ciertas sustancias químicas, y lo llamó vitriolo dulce. En el siglo XVI, un médico de origen suizo conocido comúnmente como Paracelso hizo que unos pollos inhalaran vitriolo dulce, y observó que no solo se dormían, sino que también perdían toda sensibilidad al dolor. Ni él, ni Llull, su predecesor, experimentaron con seres humanos. En 1730, el químico londinense de origen alemán August Sigmund Frobenius le dio a este líquido su nombre actual de éter, que en griego significa «cielo». Sin embargo, habrían de transcurrir 112 años más antes de que los poderes anestésicos del éter se apreciaran a plenitud.
Mientras tanto, el científico inglés Joseph Priestley descubría en 1772 el óxido nitroso, gas que al principio se creyó letal, aún en pequeñas dosis. Pero en 1799 el químico e inventor británico Humphry Davy decidió resolver la incógnita probándola consigo mismo. Descubrió con asombro que lo hacía reír, así que lo denominó “gas hilarante”. Davy escribió sobre las posibles propiedades anestésicas del compuesto gaseoso, pero nadie en aquellos días continuó con las investigaciones.
Un joven médico estadounidense llamado Crawford Williamson Long se percató de que sus amigos eran insensibles al dolor, aunque se habían lastimado al ir tambaleando de un lado a otro bajo los efectos del éter. De inmediato pensó en su potencial aplicación a la cirugía. Dio la casualidad de que James Venable, estudiante que participaba en una fiesta de éter, tenía dos pequeños tumores que deseaba que le extirparan, pero posponía siempre la operación por miedo al dolor. Cuando Long le propuso practicársela bajo los efectos del éter, Venable accedió y el 30 de marzo de 1842 se realizó la intervención sin dolor. No obstante, Long no hizo público su descubrimiento sino hasta 1849.
Fue el doctor odontólogo Horace Wells quien comenzó a utilizar el óxido nitroso como anestesia, después de habérselo visto utilizar al autotitulado profesor y químico Gardner Q. Colton en sus espectáculos, los cuales consistían en administrar este gas a voluntarios del público. Esto los ponía en un estado de euforia y excitación (a veces violento), y perdían sus inhibiciones, lo cual deleitaba al público. En una ocasión, uno de los voluntarios bajo el efecto del gas se hirió y el doctor Wells observó que no sentía dolor. Con base en esto decidió comprobar en sí mismo si el óxido nitroso eliminaba el dolor, y el 11 de diciembre de 1844, tras aspirar el gas, su ayudante John Riggs le practicó una extracción dental de un molar, sin que Wells se quejara. Al despertar, Wells exclamó: «Una nueva era para la extracción de órganos dentales».
Más adelante, el 16 de octubre de 1846, en Boston, fue William Morton, ayudante de Wells, quien realizó una exitosa demostración del uso de la anestesia al aplicársela a un paciente del doctor John Collins Warren. El doctor Warren pudo eliminar un tumor del cuello de su paciente sin que este sintiera dolor alguno. Desde entonces, Morton se dedicó a administrar anestesia, ocultando el tipo de gas que usaba (que él llamaba "letheon") para usarlo en exclusividad, pero se vio forzado a revelar que se trataba de éter. Desde ese momento, el uso de éter se difundió rápidamente.
A mediados de diciembre de 1847, en un hospital de Edimburgo, el tocólogo James Simpson y su compañero Dunkan practicaron el primer parto sin dolor empleando cloroformo, dado que el éter ya había sido probado en enero de ese mismo año, comprobando que a pesar de quedar dormida la paciente las contracciones del parto continuaban con normalidad. El éter provocaba efectos secundarios que incitaron a Simpson a buscar otro gas con parecidos efectos, pero sin los accesos de tos que surgían después de la inhalación de grandes cantidades de éter. La madre estuvo tan agradecida que llamó a su hija "Anestesia". En 1848, el doctor John Snow perfeccionó la técnica de aplicación del cloroformo al administrarlo en pequeñas dosis durante el parto. Este hecho no se popularizó sino hasta el año 1853, cuando Snow aplicó cloroformo a la reina Victoria en el parto del príncipe Leopoldo de Sajonia-Coburgo-Gotha. Después del parto, nombró al doctor Sir.
A pesar de la introducción de otros anestésicos inhalatorios (eteno, tricloroeteno, ciclopropano), el éter continuó siendo el anestésico general estándar hasta principios de 1960, para ser luego reemplazado por potentes y no inflamables agentes inhalatorios, como el halotano, seguido luego por el enflurano, y más adelante por el isoflurano hasta llegar, en la década de 1990, al sevoflorano y al más reciente desflurano.
Para lograr su objetivo que es suprimir el dolor, la anestesiología debió experimentar diferentes formas de llevar al individuo a un coma farmacológico reversible, es decir, anulando la actividad cortical a través de sustancias que provocan una estabilización de la membrana celular de la neurona a través de una hiperpolarización de la misma, bloqueando la entrada del ion calcio a través de la interacción con receptores GABA de las membranas celulares. Esta es una de las teorías más aceptadas de la farmacología, sin que todavía sea la última palabra.

## Tipos de anestesia
Existen tres tipos principales de anestesia:
- Anestesia local: solo se elimina la sensibilidad dolorosa de una pequeña zona del cuerpo, generalmente la piel, mientras el paciente continúa consciente. Es muy frecuente su uso en odontología.
- Anestesia locorregional: se elimina la sensibilidad de una región o de uno o varios miembros del cuerpo. Puede ser:
  - a) Troncular de un nervio o plexo nervioso.
  - b) Neuroaxial: actúa bloqueando el impulso doloroso a nivel de la médula espinal, y esta, a su vez, puede ser:
    - Epidural o peridural: se introduce el anestésico en las proximidades de la médula en el espacio epidural, sin perforar la duramadre (desarrollada por primera vez por el médico español Fidel Pagés); tiene una instauración menos rápida que la intratecal; los cambios hemodinámicos debidos al bloqueo simpático también se instauran más lentamente;
    - Intradural o raquídea: se perfora la duramadre y la aracnoides, y se introduce el anestésico en el espacio subaracnoideo, mezclándose con el líquido cefalorraquídeo; ésta la desarrolló por primera vez August Bier en 1898, cuando administró a un paciente 3 ml de cocaína al 0,5 %.

  - c) Regional intravenosa o bloqueo de Bier: técnica desarrollada por August Bier, cirujano de origen alemán, la cual consiste en dejar exangüe un miembro por compresión con una venda elástica, mantenerlo en esa condición con un torniquete neumático y —finalmente— llenarlo con una solución de anestésico local, inyectada por vía venosa. Mientras el anestésico local se mantiene en el miembro que está aislado por el torniquete neumático, se distribuye por los vasos sanguíneos y actúa directamente en todos los tejidos de ese miembro. El efecto en los nervios produce la anestesia de todo el miembro, sin que el anestésico local llegue a la circulación general, gracias al torniquete. Al terminar la cirugía, se libera el torniquete para que el anestésico local remanente pase al torrente circulatorio y sea metabolizado por el organismo. En general, se recomienda liberar cuidadosamente el torniquete y observar al paciente durante ese período, para detectar a tiempo los signos de toxicidad sistémica que puedan aparecer.

- Anestesia general: se produce un estado de inconsciencia mediante la administración de fármacos hipnóticos por vía intravenosa (anestesia total intravenosa), inhalatoria (anestesia total inhalada) o por ambas a la vez (balanceada). Actualmente, se realiza combinación de varias técnicas, en lo que se llama anestesia multimodal. Los componentes fundamentales que se deben garantizar durante una anestesia general son: hipnosis, analgesia, amnesia, control autonómico y relajación muscular. La anestesia general persigue varios objetivos:
  - Analgesia o abolición del dolor, para lo cual se emplean fármacos analgésicos;
  - Protección del organismo a reacciones adversas causadas por el dolor, como la reacción vagal; para ello, se emplean fármacos anticolinérgicos como la atropina u otros;
  - Pérdida de conciencia mediante fármacos hipnóticos o inductores del sueño, que duermen al paciente, evitan la angustia y suelen producir cierto grado de amnesia;
  - Relajación muscular mediante fármacos relajantes musculares derivados del curare para producir la inmovilidad del paciente, reducir la resistencia de las cavidades abiertas por la cirugía y permitir la ventilación mecánica artificial mediante aparatos respiradores que aseguran la oxigenación y la administración de anestésicos volátiles en la mezcla gaseosa respirada.

Los daños secundarios pueden ser la pérdida de la sensibilidad de la zona operada. Esto puede afectar por meses e incluso años.

## Fármacos empleados
Anestesia general
En la anestesia general se emplean:
- Hipnóticos: por vía intravenosa se utilizan propofol, tiopental, etomidato, midazolam y ketamina. Por vía respiratoria se emplea el halotano, isoflurano, desflurano, sevoflurano (todos compuestos halogenados) y el óxido nitroso (N2O).
- Analgésicos mayores: opioides naturales (morfina) o sintéticos (fentanilo, petidina, alfentanilo y remifentanilo).
- Bloqueadores neuromusculares (miorrelajantes): 
  - No despolarizantes: derivados del curare (tubocurarina, metacurina, doxacurio, pancuronio, pipecuronio, galamina, rocuronio, atracurio, vecuronio, mivacurio, cisatracurio).
  - Despolarizantes: succinilcolina, decametonio.
- Otras sustancias: anticolinérgicos (atropina), benzodiazepinas (midazolam o diazepam) y anticolinesterásicos (neostigmina, pridostigmina y edrofonio), que revierten el efecto de los relajantes musculares.

Anestésicos locales
En la anestesia local se emplean:
- Grupo éster, prácticamente no se utilizan en la actualidad, por la menor duración de su efecto y por producir más fenómenos alérgicos que los del grupo amida. Pertenecen al grupo éster los siguientes fármacos: cocaína, benzocaína, procaína, tetracaína y clorprocaína.
- Grupo amida, presentan múltiples ventajas respecto a los anteriores, sobre todo una menor incidencia de efectos secundarios. Pertenecen a este grupo: lidocaína, mepivacaína, prilocaína, levobupivacaína, bupivacaína y ropivacaína, introducido recientemente.

## Intraoperatorio
El intraoperatorio consiste en la inducción de la anestesia, en su mantenimiento y en el despertar al finalizar la intervención. Asimismo, el anestesiólogo se ocupa del control y mantenimiento de las constantes: ECG (electrocardiograma) continuo, presión arterial, saturación de oxígeno (pulsioximetría) y capnografía como monitorización estándar. En casos de cirugías de alto riesgo o enfermos con patología de base grave, puede ser necesario una monitorización más cruenta como catéteres de presión venosa central, monitorización de la presión de la arteria pulmonar y gasto cardíaco mediante un catéter de Swan-Ganz. Al mismo tiempo puede ser necesario prescribir análisis urgentes intraoperatorios, sobre todo en cirugías muy agresivas, como puede ser el trasplante de hígado o de pulmón. Según estas analíticas debe prescribir transfusiones de productos sanguíneos: concentrados de hematíes, plasma o plaquetas. También puede ser necesario administrar iones: sodio, potasio o calcio.

### Despertar intraoperatorio
El despertar intraoperatorio (DIO), es el estado en el que el paciente es consciente de hechos ocurridos durante una operación bajo anestesia general y los recuerda, es decir, puede narrar esos hechos una vez terminado el procedimiento. El paciente que tiene un DIO suele tener percepciones auditivas (las visuales son raras), sentir de parálisis o dolor. Esto le provoca angustia, indefensión, desamparo o pánico. A medio plazo, el DIO provoca trastornos psicológicos/psiquiátricos.
El despertar intraoperatorio se debe a una insuficiente cantidad de anestesia. Con respecto a la incidencia, esta se ubica entre el 0,1 y 0,2 % (es decir, 1 o 2 casos por cada mil pacientes anestesiados). Esta incidencia puede aumentar hasta el 1 % en pacientes de riesgo. Los factores de riesgo se clasifican en relacionados con el paciente, con la técnica anestésica y el tipo de intervención quirúrgica.

## Postoperatorio
En la etapa postoperatoria es importante controlar al paciente que ha sido operado. Esto se lleva a cabo, durante algunas horas, en una sala con monitorización que se conoce con el nombre de sala de Recuperación. Algunos enfermos necesitan ser vigilados intensivamente en el posoperatorio inmediato y son trasladados a salas especializadas en cuidados intensivos donde muchas de ellas son dirigidas por anestesiólogos (REAs, de Reanimación).
El posoperatorio inmediato es responsabilidad del equipo de recuperación especialmente del anestesiólogo que recibe al paciente, se evalúa con escalas o score como el Aldrete cuya valoración es de capital importancia para la toma de decisiones y del destino del paciente.

## Riesgos y complicaciones
Los riesgos y complicaciones relacionados con la anestesia se clasifican como morbilidad (una enfermedad o trastorno que resulta de la anestesia) o mortalidad perioperatoria (muerte que resulta de la anestesia). Cuantificar cómo la anestesia contribuye a la morbilidad y la mortalidad puede ser difícil porque la salud de una persona antes de la cirugía y la complejidad del procedimiento quirúrgico también pueden contribuir a los riesgos.

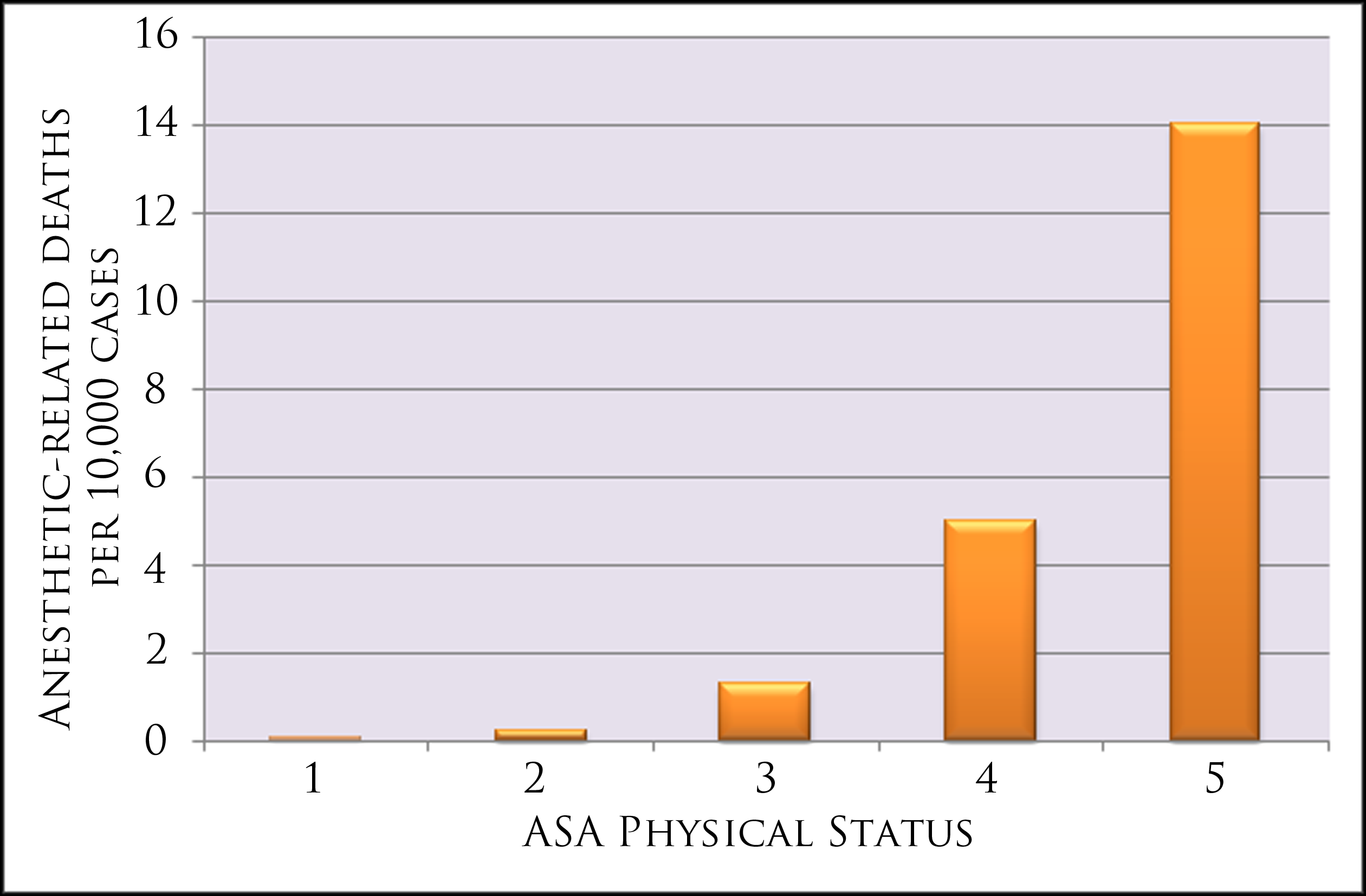
Muertes relacionadas con la anestesia por Estado ASA

Antes de la introducción de la anestesia a principios del siglo XIX, el estrés fisiológico de la cirugía causaba complicaciones significativas y muchas muertes por choque circulatorio. Cuanto más rápida era la cirugía, menor era la tasa de complicaciones (lo que conllevaba informes de amputaciones muy rápidas). El advenimiento de la anestesia permitió completar cirugías más complicadas y que salvan vidas, disminuyó el estrés fisiológico de la cirugía, pero agregó un elemento de riesgo. Fue dos años después de la introducción de los anestésicos de éter que se informó la primera muerte directamente relacionada con el uso de anestesia.
La morbilidad puede ser importante (infarto de miocardio, neumonía, embolismo pulmonar, insuficiencia renal/enfermedad renal crónica, disfunción cognitiva postoperatoria y reacciones alérgicas a la anestesia) o menores (pequeñas náuseas, vómitos, reingreso). Por lo general, existe una superposición en los factores que contribuyen a la morbilidad y la mortalidad entre la salud de la persona, el tipo de cirugía que se realiza y la anestesia. Para entender el riesgo relativo de cada factor contribuyente, se puede considerar que la tasa de muertes totalmente atribuidas a la salud del paciente es 1:870. Comparando eso con la tasa de muertes totalmente atribuidas a factores quirúrgicos (1:2.860) o solo a la anestesia (1:185.056), lo que ilustra que el factor individual más importante en la mortalidad por anestesia es la salud del paciente. Estas estadísticas también se pueden comparar con el primer estudio de este tipo sobre mortalidad en anestesia de 1954, que informó una tasa de muerte por todas las causas de 1:75 y una tasa atribuida a la anestesia sola de 1:2680.: 993  Las comparaciones directas entre las estadísticas de mortalidad no se pueden hacer de manera confiable a lo largo del tiempo y entre países debido a las diferencias en la estratificación de los factores de riesgo, sin embargo, existe evidencia de que los anestésicos han logrado una mejora significativa en la seguridad pero no se sabe hasta qué punto.
En lugar de establecer una tasa fija de morbilidad o mortalidad, se informa que muchos factores contribuyen al riesgo relativo del procedimiento y la anestesia combinados. Por ejemplo, una operación en una persona que tiene entre 60 y 79 años de edad coloca al paciente en un riesgo 2,3 veces mayor que alguien menor de 60 años. Tener un puntaje ASA de 3, 4 o 5 coloca a la persona en un riesgo 10,7 veces mayor que alguien con un puntaje ASA de 1 o 2. Otras variables incluyen la edad mayor de 80 años (3,3 veces el riesgo en comparación con los menores de 60), género (mujeres tienen un riesgo menor de 0,8), urgencia del trámite (las urgencias tienen un riesgo 4,4 veces mayor), experiencia de la persona que realiza el trámite (menos de 8 años de experiencia o menos de 600 casos tienen un riesgo 1,1 veces mayor) y el tipo de anestésico (los anestésicos regionales tienen un riesgo menor que los anestésicos generales).: 984  Obstetricia, las muy jóvenes y las muy ancianas corren un mayor riesgo de complicación, por lo que es posible que se deban tomar precauciones adicionales.: 969–86 
El 14 de diciembre de 2016, la Administración de Alimentos y Medicamentos de EE. UU. (FDA) emitió un Comunicado de Seguridad Pública que advierte que "el uso repetido o prolongado de anestésicos generales y sedantes durante cirugías o procedimientos en niños menores de 3 años o en mujeres embarazadas durante el tercer trimestre puede afectar el desarrollo del cerebro de los niños". La advertencia fue criticada por el Colegio Estadounidense de Obstetras y Ginecólogos, que señaló la ausencia de evidencia directa sobre el uso en mujeres embarazadas. mujeres y la posibilidad de que "esta advertencia podría disuadir de manera inapropiada a los proveedores de brindar atención médicamente indicada durante el embarazo". Los defensores de los pacientes señalaron que un ensayo clínico aleatorizado no sería ético, que el mecanismo de la lesión está bien establecido en animales, y que los estudios habían demostrado que la exposición a múltiples usos de anestésicos aumentó significativamente el riesgo de desarrollar problemas de aprendizaje en niños pequeños, con una razón de riesgo de 2,12 (intervalo de confianza del 95 %, 1,26–3,54) .